# Roger Vonlanthen
Roger Vonlanthen (n. Lancy, Ginebra, el 5 de diciembre de 1930 -  7 de julio de 2020) fue un futbolista y entrenador suizo.

## Biografía
Estudió Economía Política y a su vez se inició como futbolista. Debutó al ser contratado en el año 1951 por Grasshopper-Club Zürich equipo con el que permaneció durante tres temporadas jugando como delantero. Aún pertenecía a este club cuando Suiza clasificó al mundial de fútbol de 1954 en donde, por su calidad logró posicionarse como tercer mejor futbolista Suizo de ese año, después de Ballaman. Este gran trabajo dentro del mundial logró despertar el interés de algunos clubes italianos por lo que tiempo después pasaría a formar parte del Inter de Milán.
Sin embargo su desempeño en el Inter de Milán no fue como el que se esperaba lo que acabaría rápidamente su participación con los nerazzurri. Poco más tarde empezaría con el club Alessandria Calcio 1912 y aunque al principio comenzó destacándose, terminó igual que con el club anterior.
Esto hizo que el jugador regresase a su patria para así jugar con el Football Club Lausanne-Sport de Suiza en el que logró ganar dos copas seguidas.
Este jugador participó en varios mundiales desde 1954 y fue pieza clave para lograr la clasificación reiterada del equipo nacional.
Aun cuando le tocó retirarse como jugador siguió dentro del mundo del fútbol como entrenador del Servette de Lausana, el Chenois y desde 1977 hasta 1979 para el equipo nacional suizo.

## Resumen

### Como futbolista
- 1951-1955:Grasshopper-Club Zürich
- 1954: Mundial de Fútbol - Suiza 5.º Lugar
- 1955-1957:Inter de Milán
- 1957-1959:club Alessandria Calcio 1912
- 1959-1966:Football Club Lausanne-Sport Lausana logra dos copas nacionales seguidas

### Como entrenador
- 1966-1967: Servette FC
- 1967-1972: Football Club Lausanne-Sport
- 1976-1977: Club Sportif Chênois
- 1977-1979: Selección nacional de fútbol de Suiza